# مسدد (حبيل جبر)

تعديل مصدري - تعديل

مسدد هي إحدى قرى عزلة حبيل جبر بمديرية حبيل جبر التابعة لمحافظة لحج، بلغ تعداد سكانها 347 نسمة حسب تعداد اليمن لعام 2004.